# آدم ييتس
آدم ييتس (بالإنجليزية: Adam Yates)‏ (28 مايو 1983 بستوك أون ترينت في المملكة المتحدة - ) هو لاعب كرة قدم بريطاني في مركز الظهير. شارك مع منتخب إنجلترا لكرة القدم C ‏. أما مع النوادي، فقد لعب مع بورت فايل ونادي بيرتن ألبيون ونادي كرو ألكساندرا ونادي نورثامبتون تاون ونادي هاليفاكس تاون وليك تاون ‏ ونادي موركامب وإف سي هاليفاكس تاون.

## وصلات خارجية
- آدم ييتس على موقع قاعدة بيانات كرة القدم.إي يو (الإنجليزية)
- آدم ييتس على موقع Soccerbase.com (لاعب) (الإنجليزية)